# Aralosaurus
Aralosaurus é um género representado por uma única espécie de dinossauro ornitísquio hadrossaurídeo, que viveu no final do período Cretáceo, há cerca de 75 milhões de anos no Campaniano. Seus fósseis foram descobertos no Cazaquistão, próximos do mar de Aral.

## Etmologia
O nome Aralosaurus vem do grego e significa "lagarto do Mar de Aral". O nome foi dado pois o exemplar foi descoberto nas proximidades do Mar de Aral.